# Asko Sahlberg

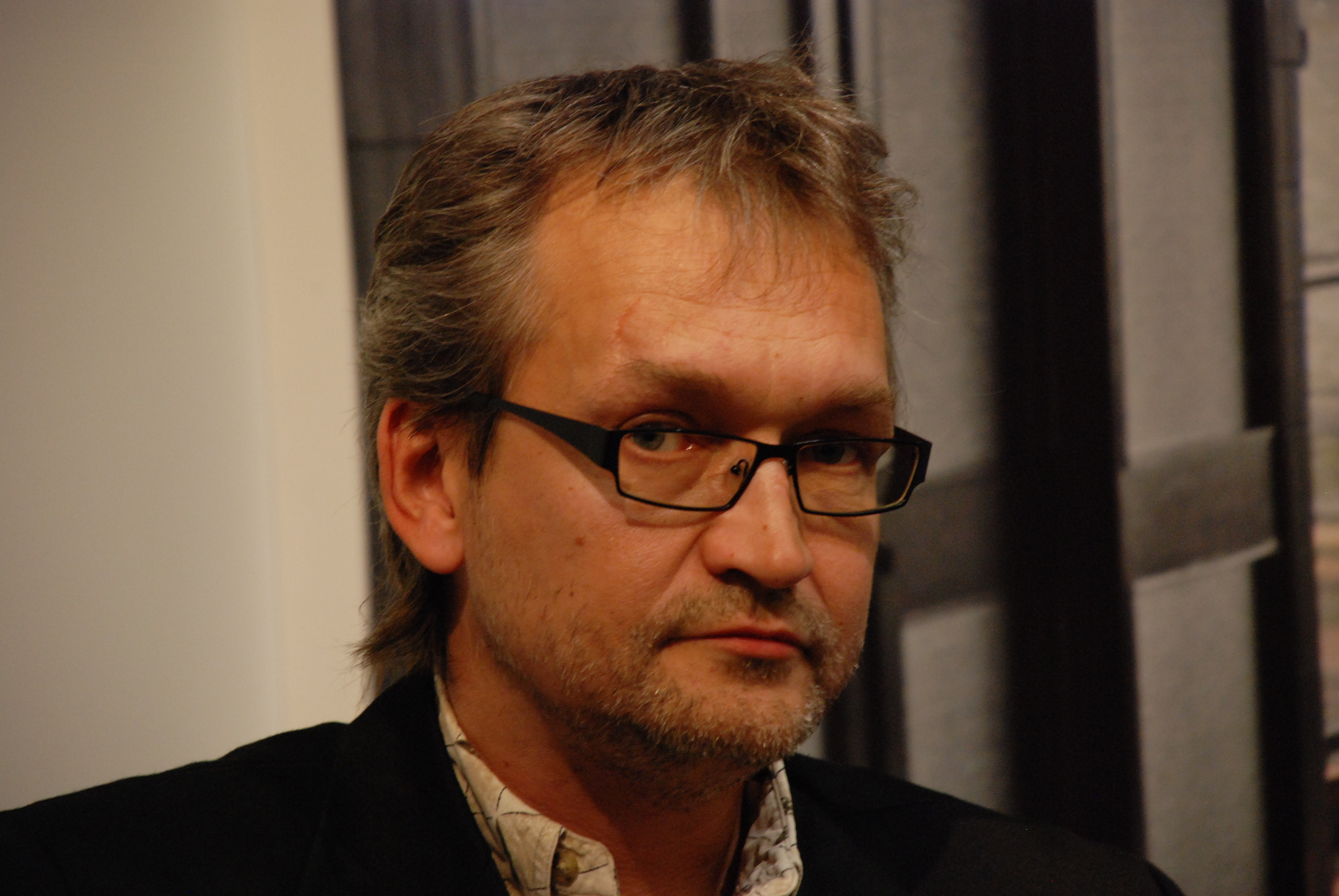
Asko Sahlberg vid Bokmässan 2012.

Asko Tapio Sahlberg, född 30 september 1964 i Heinola i Finland, är en sverigefinsk författare. 
Sahlberg är bosatt i Kungälv utanför Göteborg. Han debuterade med romanen Pimeän ääni 2000. Eksyneet kom på svenska 2003 under titeln De vilsegångna.
Han har hyllats av både finländska och svenska kritiker samt är flerfaldigt prisbelönad och fick bland annat det sverigefinska litteraturpriset Kaisa Vilhuinen-priset.